# Bombardero ligero

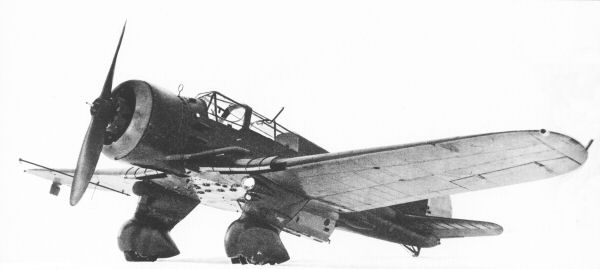
El PZL.23 Karaś era el principal bombardero ligero de las Fuerzas Armadas polacas al inicio de la Segunda Guerra Mundial.

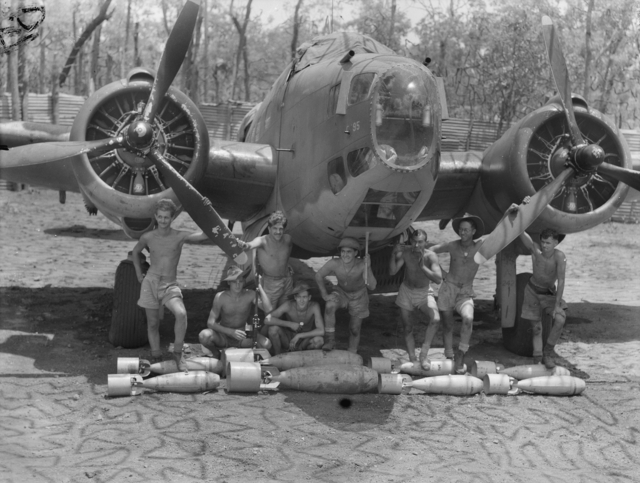
Un Lockheed Hudson del Escuadrón n.º 2 de la RAAF. Su tripulación y el personal de tierra posan para la cámara, antes de colocar las bombas en la bahía de carga.

Un bombardero ligero es un tipo de bombardero relativamente pequeño y veloz, que fue principalmente empleado antes de la década de 1950. Tales aviones usualmente no transportaban más de una tonelada de bombas.
Los primeros bombarderos livianos fueron ideados para lanzar sus bombas sobre un blanco desde gran altitud. Durante la Primera Guerra Mundial, algunas Fuerzas Aéreas empezaron a distinguir[cita requerida] entre bombarderos ligeros y los primeros aviones de ataque a tierra que efectuaban misiones de apoyo aéreo cercano, antibuque y otras similares. Después de la Primera Guerra Mundial, los aviones de ataque a tierra eran usualmente identificables por su capacidad de transportar en sus alas múltiples ametralladoras, cañones automáticos y cohetes, además de bombas. Con frecuencia los bombarderos ligeros fueron empleados como aviones de ataque a tierra y viceversa.
Los bombarderos ligeros propiamente dichos desaparecieron de las Fuerzas Aéreas hacia el final de la Segunda Guerra Mundial, ya que los avances en motores y diseño aeronáutico permitieron el desarrollo de nuevos aeroplanos de ataque a tierra, cazabombarderos y aviones multirol que podían transportar las mismas o mayores cargas de bombas, al mismo tiempo que tenían un mayor desempeño, autonomía y capacidades defensivas. Los aviones modernos que llevan a cabo misiones similares incluyen a los aviones de ataque a tierra y los aviones de contrainsurgencia.

## Historia

### Antes de 1914
Los primeros aviones diseñados específicamente para misiones de bombardeo fueron el Caproni Ca.30 italiano y el Bristol TB.8 británico, ambos construidos en 1913. El TB.8 era un biplano mononomotor construido por la empresa Bristol Aeroplane Company. Estaba equipado con una mira de bombardero prismática en la cabina delantera y un contenedor de bombas cilíndrico debajo de la parte delantera del fuselaje, que podía transportar 12 bombas de 4,5 kg, las cuales podían soltarse de forma individual o todas a la vez. El TB.8 fue empleado por el Real Servicio Aéreo Naval (RNAS) y el Real Cuerpo Aéreo (RFC).   

### Primera Guerra Mundial

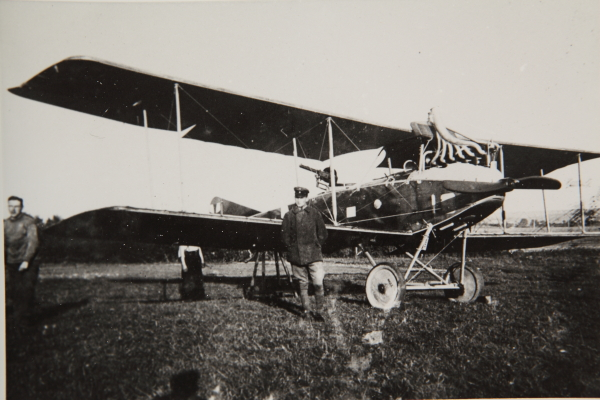
Un Albatros C.III de la Luftstreitkräfte alemana, hacia 1916. Aunque fue designado como «avión de reconocimiento armado», el C.III también fue un icónico bombardero ligero de la Primera Guerra Mundial.

El Escuadrón Eastbourne del RNAS, equipado con TB.3, llevó a cabo el primer bombardeo aéreo de la Primera Guerra Mundial el 25 de noviembre de 1914. Al mando de Charles Rumney Samson, el escuadrón atacó las baterías de artillería costera capturadas por los alemanes en Middelkerke, Bélgica.
La mayoría de bombarderos empleados durante la Primera Guerra Mundial eran de hecho bombarderos livianos: usualmente biplanos monomotores que transportaban una carga de entre 50 y 400 kg de bombas. Dos de los más famosos fueron el Airco DH.4 diseñado por Geoffrey de Havilland y el Breguet 14 diseñado por Louis Breguet. El mismo tipo de aviones también eran empleados con frecuencia como aviones de reconocimiento; algunos ejemplos fueron el Albatros C.III, el Avro 504, el DFW C.V, el LVG C.II, el Royal Aircraft Factory R.E.8, el Rumpler C.I y el Voisin III. Incluso se modificó al Royal Aircraft Factory B.E.2 como un primigenio caza nocturno en un intento por derribar los zepelines alemanes.

### Período de entreguerras

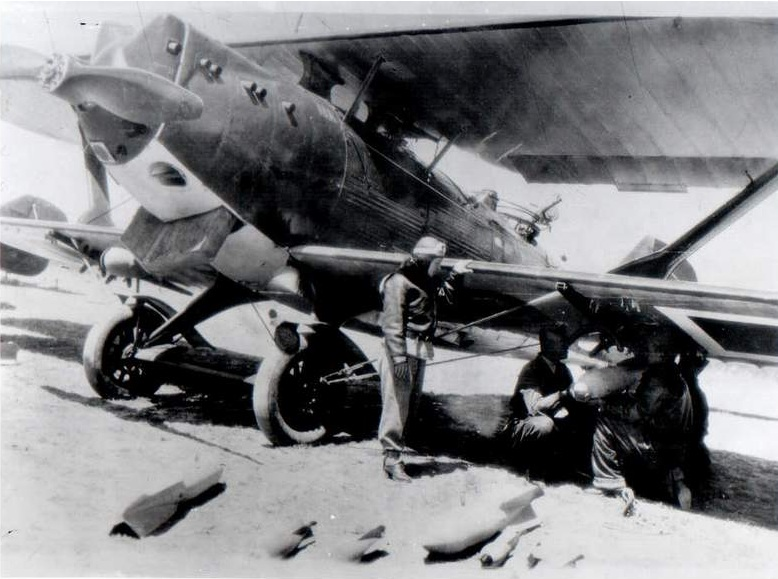
La piloto Sabiha Gökçen de la Fuerza Aérea Turca, inspecciona su Breguet 19 mientras está siendo cargado con bombas, 1937.

Al inicio de la década de 1930, muchas Fuerzas Aéreas buscaban reemplazar sus viejos aviones biplanos (como el Hawker Hart de la RAF y el Polikarpov R-5 de la Fuerza Aérea Soviética) con modelos monoplanos más modernos y de mayor desempeño. Los bombarderos ligeros de este período eran aviones monomotores o bimotores que podían transportar una carga de entre 500 y 1.000 kg de bombas. Entre los bombarderos livianos monomotores de la época figuran el Fairey Battle, el Kawasaki Ki-32 (conocido después por el nombre de identificación Aliado "Mary"), el Mitsubishi Ki-30 ("Ann"), el Mitsubishi Ki-51 ("Sonia"), el PZL.23 Karaś y el Sukhoi Su-2. Los bombarderos ligeros bimotores de la época incluían al Bristol Blenheim, el Douglas B-23 Dragon, el Kawasaki Ki-48 ("Lily"), el Martin Maryland (también conocido como A-22), el Lockheed Hudson, el Tupolev SB y el  Mitsubishi G3M ("Nell"). Aunque el Mitsubishi G3M era clasificado por el Servicio Aéreo de la Armada Imperial Japonesa como un bombardero medio, era un bombardero diurno con base en tierra y que transportaba hasta 800 kg de bombas, siendo también empleado como torpedero. Muchas de estas aeronaves también fueron empleadas en papeles no ofensivos, tales como reconocimiento aéreo y patrulla marítima.
En la década de 1930 también surgió un subtipo del bombardero ligero, el bombardero veloz, que priorizaba la velocidad como una medida defensiva; incluso se minimizó la carga de bombas para lograr la meta de este modelo. Los primeros ejemplos fueron el Bristol Blenheim y el Dornier Do 17 (ambos entraron en servicio en 1937). Una debilidad del concepto del bombardero veloz era que las mejoras en la velocidad de los bombarderos eran, en la mayoría de casos, rápidamente igualadas en los siguientes modelos de cazas (que a su vez eclipsarían la capacidad de carga de los bombarderos ligeros en unos cuantos años).       

### Segunda Guerra Mundial
Durante las etapas iniciales de la Segunda Guerra Mundial, los modelos de fines de la década de 1930 mencionados más arriba fueron ampliamente utilizados. En algunos casos, sirvieron como base para el desarrollo de nuevos bombarderos ligeros más veloces, tales como el Martin Baltimore (A-23/A-30, desarrollado a partir del Maryland), así como de bombarderos medianos con motores más potentes y mayor capacidad de carga de bombas.
Durante la Segunda Guerra Mundial, los bombarderos ligeros bimotores fueron exitosamente modificados en cazas nocturnos equipados con radar; por ejemplo el Bristol Blenheim, el Douglas A-20 Havoc (como el P-70) y el Dornier Do 17. Los bombarderos ligeros fueron elegidos como base para cazas nocturnos, porque los primeros sistemas de radar aerotransportados y empleados para ubicar y rastrear los blancos en la oscuridad eran voluminosos y con frecuencia precisaban de un operador especializado en la tripulación; la mayoría de cazas diurnos de la época no podían transportar aquel peso y personal adicional. Por ejemplo el Petlyakov Pe-3, que había sido diseñado como caza nocturno, fue principalmente empleado como bombardero ligero.
Muchos aviones que fueron diseñados como cazas u otro tipo de bombarderos, pero que cumplían los requisitos de tamaño, desempeño y capacidad de carga de bombas de un bombardero ligero, también fueron adaptados para llevar a cabo tales misiones durante la Segunda Guerra Mundial. La mayoría de bombarderos en picado, tales como el característico Junkers Ju 87 y el Vultee Vengeance, eran bombarderos livianos por definición, ya que normalmente transportaban una carga de bombas de 1 tonelada o menos. Igualmente, varios aviones torpederos eran bombarderos ligeros según su tamaño y carga de bombas, además siendo usualmente empleados en misiones de bombardeo. Aunque diseñados como torpederos, el Bristol Beaufort, el Nakajima B5N y el Grumman TBF Avenger fueron empleados principalmente como bombarderos ligeros. Los aviones designados como cazas pesados antes de la guerra también fueron frecuentemente adaptados como bombarderos ligeros, como por ejemplo el Messerschmitt Me 110, el Potez 633, el Fokker G.I, el Kawasaki Ki-45, el Bristol Beaufighter y el Lockheed P-38 Lightning.

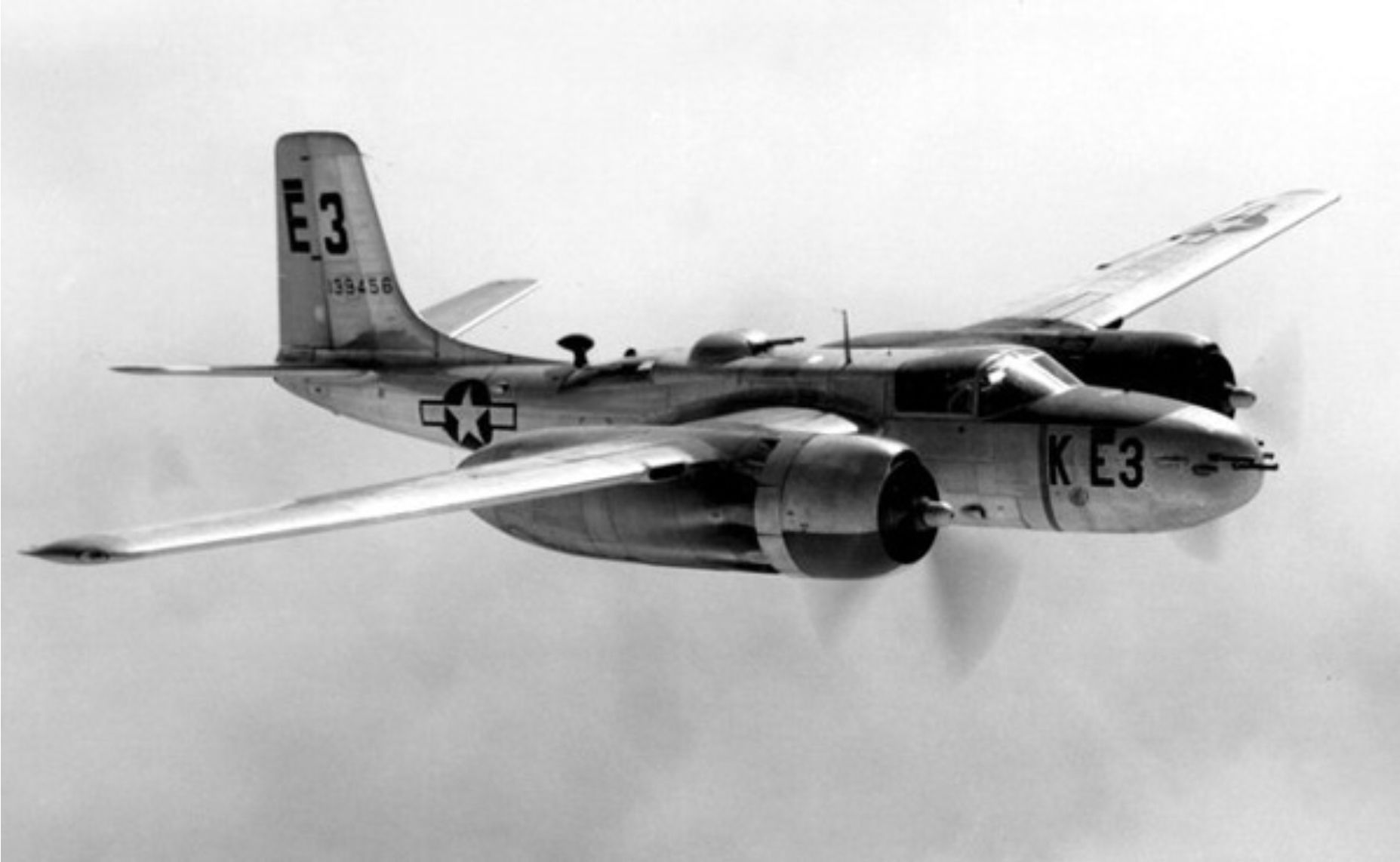
El bombardero ligero Douglas A-26 Invader entró en servicio al final de la Segunda Guerra Mundial, siendo empleado en Corea, Indochina y Vietnam como el B-26 (reemplazando también al bombardero medio Martin Marauder de las USAAF que tenía la misma designación).

Los aviones de ataque a tierra ligeros, tales como el Breda Ba.65, el Ilyushin Il-2, el Northrop A-17 y el Vultee V-11, inicialmente se distinguían poco de los bombarderos ligeros en lo que a papel operativo y armamento respectaba. Mientras la Segunda Guerra Mundial avanzaba, los aviones de ataque a tierra se concentraron más en el ametrallamiento, armados con cañones automáticos, ametralladoras pesadas y los recién desarrollados cohetes; el Douglas A-20 Havoc y el North American B-25 Mitchell (clasificado como bombardero mediano) tuvieron variantes armadas con 8 o más ametralladoras Browning M2 en el morro para misiones de ametrallamiento. Las variantes posteriores del bombardero en picado Ju 87 Stuka fueron adaptadas para ataque a tierra y destruir tanques, siendo armadas con el cañón automático BK 37 mm, mientras que el bombardero en picado Curtiss SB2C Helldiver de la Armada de los Estados Unidos (adoptado a fines de la Segunda Guerra Mundial, cuando este tipo de avión empezaba a desaparecer) también fue asignado a misiones de ataque a tierra con su cañón automático Hispano-Suiza HS.404, bombas y cohetes.
A causa de sus reducidas capacidades, el bombardero liviano empezó a ser reemplazado al inicio de la Segunda Guerra Mundial. El incremento de la potencia de los motores aeronáuticos de 1.000 hp a 2.000 hp durante el conflicto hizo que los cazas monomotores tuviesen un mayor desempeño, así como mayores capacidades ofensivas y defensivas que los bombarderos ligeros de los años previos. Esto dio origen al cazabombardero, especialmente el Fw 190 F y G, el Hawker Typhoon y el Republic P-47 Thunderbolt. Los modelos bimotores multirol capaces de transportar cargas de bombas de más de 907 kg, tales como el Lockheed P-38 Lightning, el Junkers Ju 88 y el [De Havilland DH.98 Mosquito]], también reemplazaron a los bombarderos ligeros bimotores de inicios de la década de 1930 durante la guerra.
Uno de los últimos bombarderos ligeros que participó durante la Segunda Guerra Mundial fue el Douglas A-26 Invader, que reemplazó al anterior Douglas A-20 Havoc y además fue designado por las Fuerzas Aéreas del Ejército de los Estados Unidos como el reemplazo del bombardero medio Martin B-26 Marauder (que tenía los mismos motores y una carga de bombas similar a la del Invader).

### Después de la Segunda Guerra Mundial
Los sustanciales aumentos del desempeño, la capacidad de transportar bombas y la versatilidad multirol de los nuevos modelos de aviones de combate (inclusive la aparición de los aviones de reacción) hacia el final de la Segunda Guerra Mundial marcó el final del bombardero ligero. Su papel fue retomado por los aviones de ataque a tierra, los aviones de contrainsurgencia y los vehículos aéreos no tripulados de combate

## Véase también

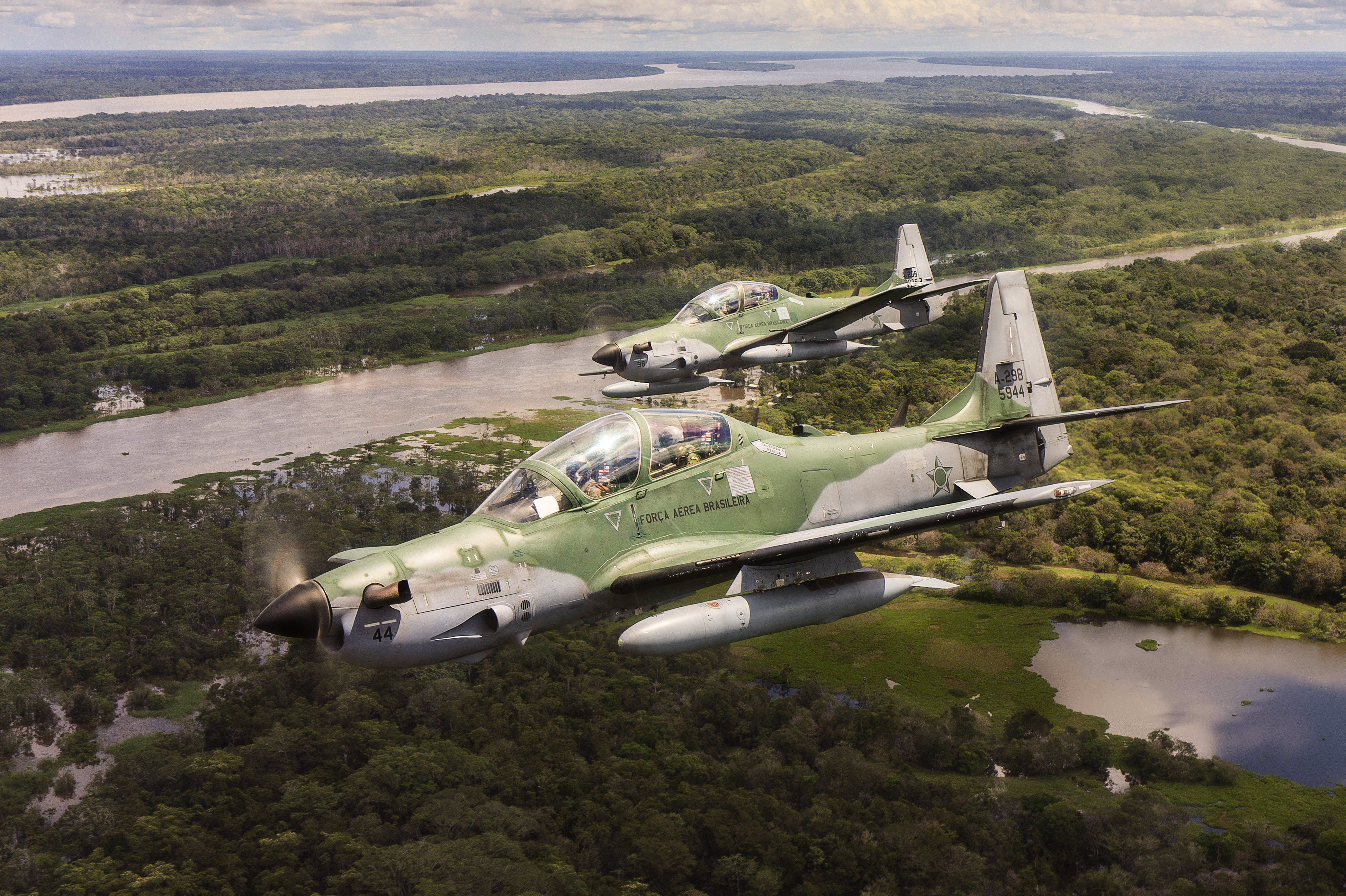
Dos Embraer A-29 Super Tucano de la Fuerza Aérea brasileña sobrevolando la selva amazónica.